# Patricio Giménez
Augusto Patricio Giménez Aubert (Buenos Aires, 28 de octubre de 1975) es un cantante y presentador argentino.

## Biografía
Es hijo de María Cristina Frank y Augusto Adolfo Johnny Giménez Aubert. Tiene dos hermanos menores, Carolina y Federico. Por parte de padre, es medio hermano de la actriz y presentadora Susana Giménez.
Ha desarrollado su carrera en Argentina, Brasil, Estados Unidos y México. Sus estilos musicales incluyen el jazz, bossa nova y flamenco.
Desde enero de 2021 reside en Uruguay.En el verano de 2022-2023 condujo "Punta Es Night" junto a la actriz y presentadora uruguaya Laura Martínez por Canal Once.

## Teatro
- 2001: personaje de Teen Angel en Grease (dir. Roberto Ayala).[6]

## Discografía parcial
- 2005: Sangre de mi alma (álbum)
- 2007: Frankly (álbum en homenaje a Frank Sinatra).[7]
- 2012: Cantando, siempre cantando (álbum, con JAF)
- 2015: Con alegría gitana (EP)

## Participaciones en TV
- 2011: Cantando por un sueño (ganador).[8]
- 2021: MasterChef Celebrity Uruguay.[9]
- 2023: Punta Es Night